# Welwitsquiàcies
Les welwitsquiàcies (Welwitschiaceae) són una família de gimnospermes de la divisió Gnetophyta. Va se força diversa en el passat però només ha arribat fins als nostres dies la més que notable Welwitschia mirabilis, endèmica del desert de Namíbia.

## Taxonomia
La família Welwitschiaceae inclou quatre gèneres, tres dels quals fòssils del Cretaci inferior:
- Welwitschia Hook.f.
- Priscowelwitschia Dilcher et al. †
- Welwitschiophyllum Dilcher et al. †
- Welwitschiostrobus Dilcher et al. †